# 太平 (趙廞)
太平（たいへい）は、西晋代に益州刺史趙廞が自立して建てた私年号。300年 - 301年。但し『通鑑考異』によれば、趙廞が太平年号を立てたという記述は『漢晋春秋』にしか見られず、それ以外の史書には一切見られない。その為、『資治通鑑』では採用しなかったという。

## 西暦・干支との対照表
| 太平 | 元年  | 2年   |
| 西暦 | 300年 | 301年 |
| 干支 | 庚申  | 辛酉  |